# Le Miroir du mort (téléfilm)
Pour les articles homonymes, voir Le Miroir du mort.
Le Miroir du mort (Dead Man's Mirror) est un téléfilm britannique de la série télévisée Hercule Poirot, réalisé par Brian Farnham, sur un scénario de Anthony Horowitz, d'après la nouvelle Le Miroir du mort, d'Agatha Christie.
Ce téléfilm, qui constitue le 40e épisode de la série, a été diffusé pour la première fois le 28 février 1993 sur le réseau d'ITV.

## Synopsis
Poirot est à une vente aux enchères pour acheter un miroir qui irait très bien dans son vestibule, cependant c'est un collectionneur, Gervase Chevenix, qui remporte l'enchère. Chevenix demande à Poirot de venir enquêter chez lui en échange du miroir. Il pense être victime d'une arnaque par son associé. Poirot, malgré l'impolitesse et l'air supérieur de Chevenix, décide d'accepter l'invitation. À son arrivée, la femme de Chevenix confie à Poirot qu'un esprit lui a dit que la mort est imminente pour un membre de son entourage.

## Fiche technique
- Titre français : Le Miroir du mort
- Titre original : Dead Man's Mirror
- Réalisation : Brian Farnham
- Scénario : Anthony Horowitz, d'après la nouvelle Le Miroir du mort (1937) d'Agatha Christie
- Décors : Tim Hutchinson
- Costumes : Barbara Kronig
- Photographie : Norman G. Langley
- Montage : Chris Wimble
- Musique originale : Christopher Gunning
- Casting : Rebecca Howard et Kate Day
- Production : Brian Eastman
  - Production déléguée : Nick Elliott
- Sociétés de production : Carnival Films, London Weekend Television
- Durée : 50 minutes
- Pays d'origine :  Royaume-Uni
- Langue originale : Anglais
- Genre : Policier
- Ordre dans la série : 40e - (7e épisode de la saison 5)
- Première diffusion :
  - Drapeau :  Royaume-Uni : 28 février 1993 sur le réseau d'ITV

## Distribution
- David Suchet (VF : Roger Carel) : Hercule Poirot
- Hugh Fraser (VF : Jean Roche) : Capitaine Arthur Hastings
- Philip Jackson (VF : Claude d'Yd) : Inspecteur-chef James Japp
- Iain Cuthbertson : Gervase Chevenix
- Emma Fielding : Ruth Chevenix
- Fiona Walker : Miss Lingard (l'assistante de recherche)
- Zena Walker : Vanda Chevenix
- Richard Lintern : John Lake
- Jeremy Northam : Hugo Trent
- Tushka Bergen : Susan Cardwell
- James Greene : Snell (le majordome)
- Jon Croft : Lawrence (l'assistant de Trent)
- John Rolfe : l'officier d'état civil
- Derek Smee : le commissaire-priseur